# Kontiskan
Kontiskan (auch Konti-Skan) ist der Name zweier Hochspannungs-Gleichstrom-Übertragungsanlagen (HGÜ) zwischen Dänemark und Schweden. Die 1965 erbaute KontiSkan 1 hat eine Leistung von bis zu 250 MW bei einer Betriebsspannung von 250 kV, die 1988 gebaute KontiSkan 2 eine Leistung von 300 MW bei einer Spannung von 285 kV. Die beiden HGÜ KontiSkan werden gemeinsam von Svenska kraftnät und Energinet.dk betrieben.
Während bei der HGÜ KontiSkan 1 bis zum Jahr 2006 noch Quecksilberdampfgleichrichter als Stromrichterventile in der Stromrichterstation verwendet wurden, benutzte die HGÜ KontiSkan 2 hierfür – wie alle modernen HGÜ-Anlagen – von Anfang an Thyristoren.

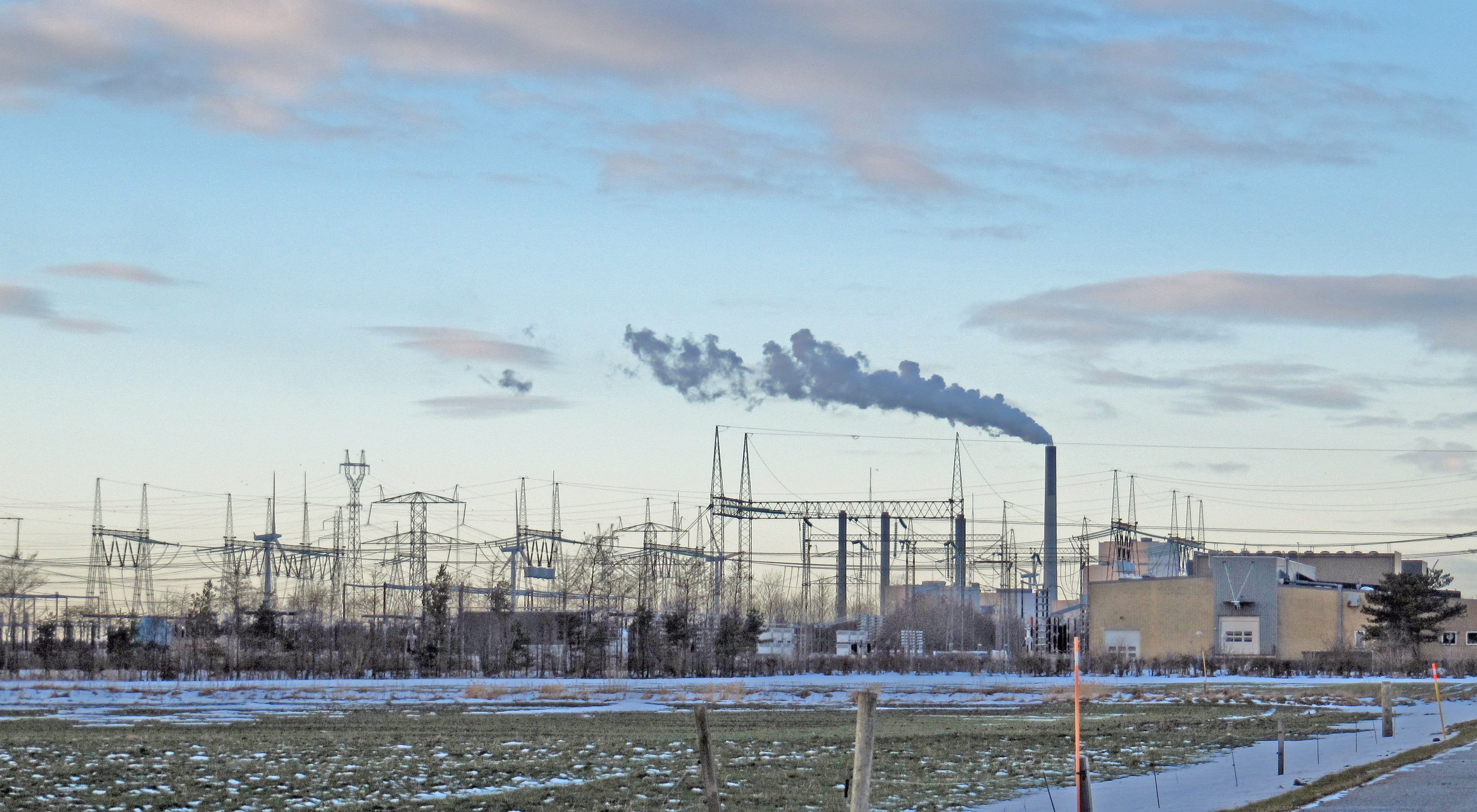
Stromrichterstation auf dänischer Seite

Auf der dänischen Seite befinden sich die Stromrichterstationen der HGÜ Konti-Skan 1 und 2 in unmittelbarer Nachbarschaft in Vester Hassing in der Nähe von Aalborg. Von Vester Hassing führt eine 34 Kilometer lange, zweipolige Freileitung mit den Hochspannungspolen von Konti-Skan 1 und Konti-Skan 2 zum Kabelanfang bei Stensnäs an der dänischen Küste, während zwei 27 Kilometer lange Erdkabel den Stromtransport der anderen Pole von Konti-Skan 1 und 2 zur Erdungselektrode in Söra übernehmen.
Eine Besonderheit dieser Leitung ist, dass sie nur in der Nähe der Stromrichterstation und des Kabelterminals in Stensnäs mit einem Erdseil ausgerüstet ist.
In Stensnäs beginnt die 23 Kilometer lange Seekabelverbindung zur dänischen Insel Læsø. Diese Kabelverbindung besteht aus drei parallelen Kabeln, die jeweils zwei Teilleiter mit einem Kupferquerschnitt von 310 Quadratmillimetern besitzen. Eines dieser Kabel wird von der KontiSkan 1 und eines von der KontiSkan 2 genutzt. Bei dem dritten Kabel wird ein Teilleiter von der KontiSkan 1 und der andere von der KontiSkan 2 genutzt.

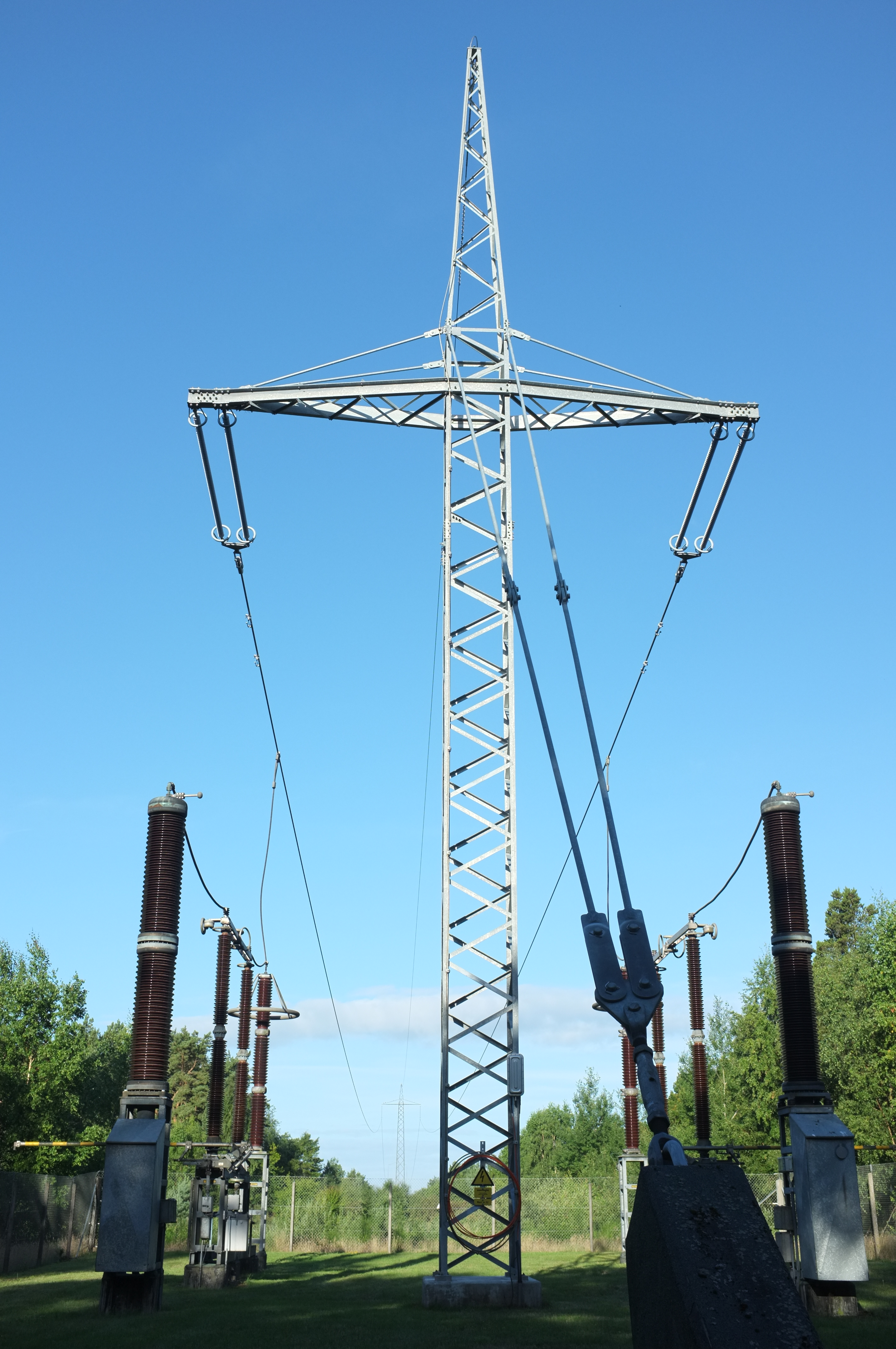
Übergangsstation von Erdkabel zur Freileitung auf Læsø in der Nähe von Østerby Havn

Die KontiSkan durchquert die Insel Læsø mit einer 17 Kilometer langen zweipoligen Freileitung. Zwischen Læsø und Schweden wurde für die KontiSkan 1 und 2 je ein einpoliges Kupferkabel mit einem Querschnitt von 1.200 Quadratmillimeter verlegt. Von der schwedischen Küste führte eine 38 Kilometer lange Freileitung zur Stromrichterstation der Konti-Skan 1 bei Stenkullen. Die ersten 9 Kilometer dieser Leitung werden von KontiSkan 1 und 2 genutzt. Östlich von Brännemysten tragen die Masten auch die Elektrodenleitung, die von der gemeinsamen Elektrode bei Risø kommt und bis zum Kabelterminal bei Brattas als Erd- und Seekabel verläuft. Von dort verläuft sie als eigenständige Freileitung in nördliche Richtung bis Brännemysten und ab da auf dem Mast der Konti-Skan, und zwar wie ein Erdseil auf der Mastspitze, aber im Unterschied zu einem solchen gegen die Masten isoliert.
Im Unterschied zur KontiSkan 1 liegt die Stromrichterstation von Kontiskan 2 in einem Talkessel bei Lindome, südlich von Göteborg in unmittelbarer Nähe der Leitungstrasse der KontiSkan 1.
Die letzten 30 Kilometer der KontiSkan 1 sind auf abgespannten Aluminium-Fachwerkmasten mit einem ungewöhnlich niedrigen Gewicht von nur 800 Kilogramm verlegt.
Kurz vor der Einführung in die Stromrichterstation Stenkullen teilt die KontiSkan 1 zwei Masten mit der Drehstromleitung von Stenkullen nach Holmbakullen. Dies dürfte neben der Stromrichterstation der HGÜ Wolgograd-Donbass auf dem Damm des Wasserkraftwerk Wolgograd die einzige Stelle sein, wo dies erfolgt.